# William Murphy (Politiker)
William Murphy (irisch Liam Ó Murchú, * 12. Februar 1892; † 16. November 1967) war ein irischer Politiker (Fine Gael).
Murphy wurde 1951 für die Fine Gael im Wahlkreis Clare in den 14. Dáil Éireann gewählt. Er wurde insgesamt viermal in diesem Wahlkreis wiedergewählt. Als er November 1967 während des 18. Dáil starb, wurde bei der darauffolgenden Nachwahl der Kandidat der Fianna Fáil Sylvester Barrett in den Dáil Éireann gewählt, um den vakanten Sitz neuzubesetzen.